# Châu Thành (huyện thuộc Đồng Tháp)
Châu Thành là một huyện cũ nằm ở phía đông nam tỉnh Đồng Tháp, Việt Nam.

## Địa lý
Huyện Châu Thành nằm ở phía nam của tỉnh Đồng Tháp, cách chân cầu Mỹ Thuận 4 km về hướng tây và cách thành phố Sa Đéc 12 km về hướng đông, có vị trí địa lý:
- Phía đông giáp thành phố Vĩnh Long và huyện Long Hồ thuộc tỉnh Vĩnh Long
- Phía tây giáp thành phố Sa Đéc và huyện Lai Vung
- Phía nam giáp huyện Bình Tân và huyện Tam Bình thuộc tỉnh Vĩnh Long
- Phía bắc giáp huyện Cao Lãnh và huyện Cái Bè, tỉnh Tiền Giang.

Huyện có diện tích 245,94 km², dân số năm 2019 là 146.812 người, mật độ dân số đạt 809 người/km².

### Điều kiện tự nhiên
Địa hình có hướng dốc từ sông tiền vào trong nội đồng và tương đối bằng phẳng. Cao độ phổ biến từ +0,8 m đến +1,2 m, cao nhất là +1,5 m, thấp nhất là +0,7 m (Theo viện khảo sát thiết kế thủy lợi Nam bộ năm 1982). Bề mặt địa hình bị chia cắt bởi hệ thống kênh mương dày đặc thuận lợi cho tưới tiêu.
Huyện có đặc điểm khí tượng chung của tỉnh Đồng Tháp, nằm ở đồng bằng sông Cửu Long chịu ảnh hưởng của khí hậu nhiệt đới gió mùa gần xích đạo:
- Gió: Chủ yếu theo 2 hướng Tây Nam và Đông Bắc (từ tháng 5 đến tháng 11), ngoài ra còn có gió chướng từ tháng 2 đến tháng 4, cá biệt vào mùa mưa thường có lốc.
- Bốc hơi: tập trung vào các tháng 2, 3, 4, 5 và 6. Lượng bốc hơi trung bình từ 3–5 mm/ngày. Tổng lượng bốc hơi cả năm là 1.657,2 mm tương ứng với lượng mưa, nhưng lệch về thời gian.
- Ẩm độ: bình quân cả năm là 82,5%. Bình quân thấp nhất là 50,3% trong đó tháng 3 có ẩm dộ nhỏ nhất là 32%.
- Nắng: là vùng có số giờ nắng cao 208 giờ/tháng, tháng 3 có số giờ nắng coa nhất là 9,1 giờ/ngày.
- Mưa: lượng mưa trung bình nhiều năm của huyện Châu Thành là 1.200 mm/năm. Mùa mưa bắt đầu từ tháng 5 đến tháng 11, lượng mưa chiếm từ 90-92% lượng mưa cả năm, trong đó tập trung vào tháng 9 và tháng 10 chiếm từ 30-40% lượng mưa cả năm. Mùa khô bắt đầu từ tháng 12 đến tháng 4 năm sau, lượng mưa chiếm từ 8-10% lượng mưa cả năm.

## Lịch sử

### Vài nét về địa danh Châu Thành
Trong văn học dân gian ở Nam Bộ có khá nhiều câu sử dụng từ "châu thành", mặc dù trong văn bản được viết hoa, nhưng "châu thành" ở đây được dùng như là một danh từ chung, chỉ nơi phố xá đông đúc, văn minh. Từ "châu thành" vốn là một từ Hán-Việt, được sử dụng khá phổ biến ở Nam Bộ. Khái niệm Châu Thành có thể hiểu là: 
- Phố phường, thành thị, nơi dân cư đông đúc
- Khu vực chính một xứ hay một tỉnh
- Vùng đất bao quanh, ở cạnh thành phố, thị xã, đơn vị hành chính cấp huyện.

Sau khi chiếm nốt 3 tỉnh miền Tây Nam Kỳ, ngày 5 tháng 6 năm 1867, thực dân Pháp ra nghị định chia 6 tỉnh Nam Kỳ ra 24 hạt tham biện (arondissemnent). Viên cai trị hạt là tham biện (inspecteur, sau đổi là administrateur). Lỵ sở của hạt gọi là Châu Thành, có chức năng như một "trung tâm hành chính" của hạt. Bắt đầu từ năm 1912, địa danh Châu Thành chính thức được đặt tên cho nhiều đơn vị hành chính cấp quận ở các tỉnh Nam Kỳ.
Ban đầu, Châu Thành chỉ các trung tâm hành chính, nơi có chợ búa, các cơ quan của hạt tham biện trú đóng. Sau khi thành lập các thị xã với chức năng "tỉnh lỵ", nó chiếm một phần diện tích của "châu thành", phần diện tích còn lại vẫn giữ tên cũ là quận Châu Thành và sau này là huyện Châu Thành. Hiện nay các thị xã tỉnh lỵ đó đều đã được nâng cấp trở thành các thành phố trực thuộc tỉnh.
Huyện Châu Thành thuộc tỉnh Đồng Tháp ngày nay chính là quận Châu Thành thuộc tỉnh Sa Đéc thời Pháp thuộc. Địa bàn thành phố Sa Đéc ngày nay khi đó vẫn nằm trong quận Châu Thành.

### Thời phong kiến
Vào thời nhà Nguyễn độc lập, vùng đất huyện Châu Thành và thành phố Sa Đéc ngày nay ban đầu thuộc địa bàn các tổng An Hội, An Mỹ, An Thạnh, An Trung cùng thuộc huyện Vĩnh An, phủ Tân Thành, tỉnh An Giang. Năm 1839, đặt thêm huyện An Xuyên thuộc phủ Tân Thành do tách ra từ huyện Vĩnh An. Từ đó, các tổng An Thạnh và An Trung thuộc huyện Vĩnh An; các tổng An Hội và An Mỹ thuộc huyện An Xuyên. Năm 1836, các tổng An Hội, An Mỹ, An Thạnh, An Trung có các thôn trực thuộc như sau:
- Tổng An Hội gồm 5 thôn: An Tịch, Sùng Văn, Tân Lâm, Tân Quy Đông, Tân Xuân;
- Tổng An Mỹ gồm 7 thôn: An Thuận, Phú An, Phú Hựu, Phú Nhơn, Tân An Đông, Tân Hựu, Tân Nhơn;
- Tổng An Thạnh gồm 7 thôn: Hội An, Mỹ An, Tân An Trung, Tân Đông, Tân Khánh, Tân Khánh Tây, Tân Mỹ;
- Tổng An Trung gồm 6 thôn: Bình Tiên, Tân Phú, Tân Phú Đông, Tân Phú Trung, Tân Quy Tây, Vĩnh Phước.

### Thời Pháp thuộc
Sau khi chiếm hết được các tỉnh Nam Kỳ vào năm 1867, thực dân Pháp dần xóa bỏ tên gọi tỉnh An Giang cùng hệ thống hành chính phủ huyện cũ thời nhà Nguyễn, đồng thời đặt ra các hạt Thanh tra. Lúc bấy giờ, hạt Thanh tra Tân Thành được thành lập trên địa bàn phủ Tân Thành, tỉnh An Giang cũ. Trụ sở hạt Thanh tra Tân Thành đặt tại Sa Đéc. Lúc đầu, hạt Thanh tra tạm gọi tên theo tên các phủ huyện cũ, sau mới đổi tên gọi theo địa điểm đóng trụ sở. Về sau, hạt Thanh tra Tân Thành cũng được đổi tên thành hạt Thanh tra Sa Đéc.
Ngày 5 tháng 1 năm 1876, hạt Thanh tra Sa Đéc đổi thành hạt tham biện Sa Đéc. Ngày 1 tháng 1 năm 1900, tất cả các hạt tham biện ở Đông Dương điều thống nhất gọi là "tỉnh", trong đó có tỉnh Sa Đéc. Đồng thời, tổng An Thạnh cũng được chia ra thành hai tổng mới là An Thạnh Thượng và An Thạnh Hạ. Các tổng An Hội, An Mỹ, An Thạnh Thượng, An Thạnh Hạ, An Trung lúc bấy giờ cùng thuộc tỉnh Sa Đéc. Từ ngày 9 tháng 2 năm 1913 đến ngày 9 tháng 2 năm 1924, tỉnh Sa Đéc bị giải thể, toàn bộ diện tích tỉnh bị sáp nhập vào tỉnh Vĩnh Long.
Năm 1903, các tổng An Hội, An Mỹ, An Thạnh Thượng, An Thạnh Hạ, An Trung có các làng trực thuộc như sau:
- Tổng An Hội gồm 6 làng: An Tịch, Hội Xuân, Nghi Phụng, Tân Hưng, Thượng Văn, Tân Xuân;
- Tổng An Mỹ gồm 15 làng: An Hòa Đông, An Thuận, Hòa Hưng, Khánh An Đông, Phú An, Phú Hựu, Phú Nhơn, Phú Nhuận, Tân An Đông, Hòa Thuận, Tân Hựu, Tân Hựu Đông, Tân Hựu Trung, Tân Long, Tân Nhơn;
- Tổng An Trung gồm 6 làng: Bình Tiên, Hòa Khánh, Tân Quy Tây, Tân Phú Trung, Tân Phú Đông, Vĩnh Phước;
- Tổng An Thạnh Thượng gồm 8 làng: Hội An Thượng, Hội An, Mỹ An, Mỹ Hưng, Tân Hội, Tân Mỹ, Tân Mỹ Đông, Tòng Sơn;
- Tổng An Thạnh Hạ gồm 6 làng: Long Khánh, Tân An Trung, Tân Đông, Tân Khánh, Tân Khánh Tây, Tân Quy Đông.

Ngày 1 tháng 4 năm 1916, thực dân Pháp cho thành lập quận Sa Đéc thuộc tỉnh Vĩnh Long, gồm 5 tổng: An Hội, An Mỹ, An Trung, An Thạnh Hạ, Phong Nẫm. Ngày 24 tháng 12 năm 1921, quận Sa Đéc nhận thêm tổng An Thạnh Thượng từ quận Cao Lãnh, đổi lại tách tổng Phong Nẫm giao cho quận Cao Lãnh. Ngày 9 tháng 2 năm 1924, quận Sa Đéc được đổi tên thành quận Châu Thành thuộc tỉnh Sa Đéc khi tỉnh này được tái lập. Quận Châu Thành khi đó tương ứng với địa bàn thành phố Sa Đéc, huyện Châu Thành và các vùng lân cận, trong đó có một phần huyện Lấp Vò ngày nay nằm dọc theo sông Tiền.
Năm 1924, quận Châu Thành thuộc tỉnh Sa Đéc gồm 5 tổng:
- Tổng An Hội gồm 4 làng: An Tịch, Tân Hưng, Thượng Văn, Tân Xuân (giải thể hai làng Hội Xuân và Nghi Phụng);
- Tổng An Mỹ gồm 14 làng: An Hòa Đông, An Thuận, Hòa Hưng, Khánh An Đông, Phú Hòa (hợp nhất Phú An và Hòa Thuận), Phú Hựu, Phú Nhơn, Phú Nhuận, Tân An Đông, Tân Hựu, Tân Hựu Đông, Tân Hựu Trung, Tân Long, Tân Nhơn;
- Tổng An Trung gồm 6 làng: Bình Tiên, Hòa Khánh, Tân Quy Tây, Tân Phú Trung, Tân Phú Đông, Vĩnh Phước;
- Tổng An Thạnh Thượng gồm 8 làng: Hội An, Hội An Thượng, Mỹ An, Mỹ Hưng, Tân Hội, Tân Mỹ, Tân Mỹ Đông, Tòng Sơn;
- Tổng An Thạnh Hạ gồm 6 làng: Long Khánh, Tân An Trung, Tân Đông, Tân Khánh, Tân Khánh Tây, Tân Quy Đông.

Quận lỵ quận Châu Thành ban đầu đặt tại làng Vĩnh Phước. Sau này, thực dân Pháp hợp nhất 6 làng Tân Quy Đông, Tân Quy Tây, Tân Hưng, Tân Phú Đông, Vĩnh Phước và Hòa Khánh lại thành một làng lấy tên là Tân Vĩnh Hòa. Từ đó, quận lỵ thuộc địa bàn làng Tân Vĩnh Hòa. Thời Pháp thuộc, làng Vĩnh Phước và sau đó là làng Tân Vĩnh Hòa vừa đóng vai trò là quận lỵ quận Châu Thành và là tỉnh lỵ tỉnh Sa Đéc.
Sau này, chính quyền thực dân Pháp cũng tiến hành sáp nhập và thành lập một số làng mới trực thuộc như sau: Tân Vĩnh Hòa (hợp nhất 6 làng Tân Quy Đông, Tân Quy Tây, Tân Hưng, Tân Phú Đông, Vĩnh Phước và Hòa Khánh), An Phú Thuận (hợp nhất An Thuận, Phú An và Hòa Thuận), An Khánh (hợp nhất An Hòa Đông và Khánh An Đông), Hòa Tân (hợp nhất Hòa Hưng và Tân Hựu Trung), Phú Long (hợp nhất Phú Nhơn và Tân Long), An Nhơn (hợp nhất Tân An Đông và Tân Nhơn), Tân Nhuận Đông (hợp nhất Tân Hựu, Phú Nhuận và Tân Hựu Đông), Mỹ An Hưng (hợp nhất Mỹ An, Mỹ Hưng và Tòng Sơn), Hội An (sáp nhập Tân Hội vào Hội An), Tân Mỹ (sáp nhập Tân Mỹ Đông vào Tân Mỹ), Tân Khánh Tây (sáp nhập Long Khánh vào Tân Khánh Tây). Đồng thời, đổi tên làng Hội An Thượng thành làng Hội An Đông. Về sau, làng Hội An (thuộc tổng An Thạnh Thượng) cũng được giao về cho tổng Định Hòa, quận Chợ Mới, tỉnh Long Xuyên quản lý.
Sau Cách mạng tháng Tám 1945, Ủy ban Kháng chiến Hành chánh Nam bộ chủ trương bỏ cấp tổng, bỏ đơn vị làng, thống nhất gọi là xã, đồng thời bỏ danh xưng quận, gọi thay thế bằng huyện. Chính quyền Việt Nam Cộng hòa đến năm 1956 cũng thống nhất dùng danh xưng là xã, tuy nhiên vẫn gọi là quận cho đến năm 1975. Huyện Châu Thành ban đầu vẫn thuộc tỉnh Sa Đéc. Đồng thời, chính quyền Việt Minh cho thành lập thị xã Sa Đéc trực thuộc tỉnh Sa Đéc trên cơ sở tách đất làng Tân Vĩnh Hòa và các vùng lân cận.
Tháng 6 năm 1951, huyện Châu Thành thuộc tỉnh Long Châu Sa. Nhưng đến tháng 10 năm 1954, tỉnh Long Châu Sa lại chia làm 3 tỉnh là Sa Đéc, Châu Đốc, Long Xuyên như cũ. Lúc này, huyện Châu Thành trở lại thuộc tỉnh Sa Đéc.

### Giai đoạn 1956-1976

#### Việt Nam Cộng hòa
Sau năm 1956, các làng gọi làng xã. Ngày 22 tháng 10 năm 1956, chính quyền Việt Nam Cộng hòa bãi bỏ tỉnh Sa Đéc, phần bắc tỉnh này ở bờ trái (bờ bắc) sông Tiền nhập vào tỉnh Kiến Phong, phần nam tỉnh này ở bờ phải (bờ nam) sông Tiền (giữa sông Tiền và sông Hậu, gồm các huyện Lai Vung, Lấp Vò, Châu Thành, thị xã Sa Đéc) nhập vào tỉnh Vĩnh Long. Quận Châu Thành thuộc tỉnh Sa Đéc cũ được đổi tên thành quận Sa Đéc thuộc tỉnh Vĩnh Long. Lúc này, xã Tân Vĩnh Hòa chỉ còn giữ vai trò là quận lỵ quận Sa Đéc. Quận Sa Đéc có 4 tổng: An Thạnh, An Trung, An Thới, An Mỹ Tây.
Ngày 11 tháng 7 năm 1962, chính quyền Việt Nam Cộng hòa cho lập thêm quận Đức Tôn thuộc tỉnh Vĩnh Long trên cơ sở tách đất từ quận Sa Đéc. Quận lỵ quận Đức Tôn đặt tại Cái Tàu Hạ, về mặt hành chánh thuộc xã Phú Hựu. Quận Đức Tôn gồm 2 tổng: An Mỹ Đông và An Mỹ Tây với 7 xã. Địa bàn quận Đức Tôn khi đó chiếm phần lớn huyện Châu Thành ngày nay. Sau năm 1965, cấp tổng bị giải thể, các xã trực thuộc quận.
Ngày 24 tháng 9 năm 1966, chính quyền Việt Nam Cộng hòa quyết định tái lập tỉnh Sa Đéc. Tỉnh Sa Đéc mới tách ra từ tỉnh Vĩnh Long, chỉ gồm phần đất nằm giữa hai con sông Tiền Giang và Hậu Giang, với diện tích khoảng 900 km². Khi đó, quận Sa Đéc lại đổi tên thành quận Châu Thành như cũ. Ngày 14 tháng 3 năm 1968, quận Châu Thành lại bị đổi tên thành quận Đức Thịnh. Lúc này, các xã Hội An Đông và Mỹ An Hưng cũng đã được giao về cho quận Lấp Vò cùng tỉnh quản lý.
Tỉnh lỵ tỉnh Sa Đéc khi đó có tên là "Sa Đéc", về mặt hành chánh vẫn thuộc xã Tân Vĩnh Hòa. Trong giai đoạn 1966-1975, xã Tân Vĩnh Hòa vẫn tiếp tục vừa đóng vai trò là quận lỵ quận Châu Thành (sau năm 1968 là quận Đức Thịnh) và là tỉnh lỵ tỉnh Sa Đéc.
Phân chia hành chánh các quận Đức Thịnh và Đức Tôn cùng thuộc tỉnh Sa Đéc năm 1970 của chính quyền Việt Nam Cộng hòa:
- Quận Đức Thịnh gồm 13 xã: An Tịch, Bình Tiên, Hòa Thành, Tân An Trung, Tân Dương, Tân Đông, Tân Hiệp, Tân Khánh, Tân Khánh Tây, Tân Mỹ, Tân Phú Trung, Tân Vĩnh Hòa, Tân Xuân;
- Quận Đức Tôn gồm 7 xã: An Khánh, An Nhơn, An Phú Thuận, Hòa Tân, Phú Hựu, Phú Long, Tân Thuận Đông.

#### Chính quyền Cách mạng
Chính quyền Mặt trận Dân tộc Giải phóng Miền Nam Việt Nam và sau này là Chính phủ Cách mạng lâm thời Cộng hòa Miền Nam Việt Nam cũng phân chia, sắp xếp lại các đơn vị hành chính trong tỉnh như bên chính quyền Việt Nam Cộng hòa. Năm 1957, chính quyền Cách mạng cũng giải thể và sáp nhập tỉnh Sa Đéc vào tỉnh Vĩnh Long. Đồng thời, huyện Châu Thành cũ cũng đổi tên thành huyện Sa Đéc. Như vậy, lúc bấy giờ thị xã Sa Đéc và huyện Sa Đéc là hai đơn vị hành chính cấp huyện ngang bằng nhau và cùng thuộc tỉnh Vĩnh Long.
Trong giai đoạn 1963-1968, chính quyền Cách mạng lại tách đất huyện Châu Thành để thành lập thêm huyện Lê Hà (lấy tên một người chiến sĩ cộng sản đã hy sinh trước đó) thuộc tỉnh Vĩnh Long có địa giới hành chính trùng với quận Sa Đéc sau năm 1962 của chính quyền Việt Nam Cộng hòa. Huyện Lê Hà sau năm 1968 bị giải thể.
Địa bàn thị xã Sa Đéc của chính quyền Cách mạng khi đó tương ứng với xã Tân Vĩnh Hòa thuộc quận Sa Đéc của chính quyền Việt Nam Cộng hòa. Về các xã trực thuộc thị xã Sa Đéc, chính quyền Cách mạng lúc bấy giờ không sử dụng tên gọi xã Tân Vĩnh Hòa mà thay vào đó, vẫn duy trì tên gọi 5 xã Tân Quy Đông, Tân Quy Tây, Tân Hưng, Tân Phú Đông và Vĩnh Phước (không có xã Hòa Khánh) như thời Pháp thuộc.
Trong giai đoạn 1966-1974, địa bàn tỉnh Sa Đéc của chính quyền Việt Nam Cộng hòa vẫn do tỉnh Vĩnh Long của chính quyền Cách mạng quản lý. Do đó, huyện Sa Đéc và thị xã Sa Đéc vẫn thuộc tỉnh Vĩnh Long trong giai đoạn này. Bên cạnh đó, tên gọi "quận Đức Thịnh" và "quận Đức Tôn" cũng không được phía chính quyền Cách mạng công nhận và sử dụng.
Tháng 8 năm 1974, Trung ương Cục miền Nam quyết định giải thể các tỉnh Kiến Phong và An Giang để tái lập các tỉnh Long Châu Tiền, Long Châu Hà và Sa Đéc. Lúc này, huyện Sa Đéc cũng được đổi lại tên cũ là huyện Châu Thành và trực thuộc tỉnh Sa Đéc.
Sau ngày 30 tháng 4 năm 1975, chính quyền quân quản Cộng hòa miền Nam Việt Nam ban đầu vẫn đặt huyện Châu Thành và thị xã Sa Đéc cùng thuộc tỉnh Sa Đéc như trước đó cho đến đầu năm 1976. Huyện lỵ huyện Châu Thành đặt tại xã Phú Hựu. Đồng thời, một số xã cũng được hợp nhất thành các xã mới thuộc huyện Châu Thành như An Hiệp (hợp nhất An Tịch và Tân Hiệp), Tân Bình (hợp nhất Tân Xuân và Bình Tiên). Ngoài ra, chính quyền Cách mạng cũng bàn giao các xã Tân Khánh Đông (hợp nhất Tân Khánh và Tân Đông), Tân Khánh Trung (hợp nhất Tân Khánh Tây và Tân An Trung) và Tân Mỹ về cho huyện Lấp Vò cùng thuộc tỉnh Sa Đéc quản lý.

### Từ năm 1976 đến nay
Tháng 2 năm 1976, Châu Thành là huyện của tỉnh Đồng Tháp cho đến ngày nay. Huyện Châu Thành ban đầu gồm có 11 xã: An Hiệp, An Khánh, An Nhơn, An Phú Thuận, Hòa Tân, Phú Hựu, Phú Long, Tân Bình, Tân Nhuận Đông, Tân Phú, Tân Phú Trung. Huyện lỵ đặt tại xã Phú Hựu.
Ngày 27 tháng 9 năm 1988, Hội đồng Bộ trưởng ban hành Quyết định số 149-HĐBT về việc phân vạch lại địa giới hành chính một số xã, thị trấn của huyện Châu Thành thuộc tỉnh Đồng Tháp:
1. Tách ấp Phú Hiệp, ấp Phú Hòa và 1/ấp Phú Mỹ Lương của xã Phú Hựu với 260 hécta diện tích tự nhiên và 9.142 nhân khẩu để thành lập thị trấn Cái Tàu Hạ (thị trấn huyện lỵ).
2. Sau khi phân vạch địa giới hành chính, xã Phú Hựu (mới) có ấp Phú Thạnh, ấp Phú Long Bình, ấp Phú Hưng và 1/2 còn lại của ấp Phú Mỹ Lương với 1.252 hécta diện tích tự nhiên và 8.156 nhân khẩu.

Ngày 1/7/2025, cấp huyện chính thức giải thể, huyện Châu Thành được chia thành 3 xã mới: 
1. Sáp nhập xã Tân Bình, Phú Long, Tân       Phú vào xã Tân Phú Trung, lấy tên xã là xã Tân Phú Trung.
2. Sáp nhập xã Hoà Tân, An Khánh vào xã Tân Nhuận Đông, lấy tên xã là xã Tân Nhuận Đông.
3. Sáp nhập xã An Hiệp, An Nhơn, An Phú Thuận và thị trấn Cái Tàu Hạ vào xã Phú Hựu, lấy tên xã là xã Phú Hựu
Kể từ đó, huyện Châu Thành chính thức dừng hoạt động.

## Hành chính
Huyện Châu Thành có 12 đơn vị hành chính cấp xã trực thuộc, bao gồm thị trấn Cái Tàu Hạ (huyện lỵ) và 11 xã: An Hiệp, An Khánh, An Nhơn, An Phú Thuận, Hòa Tân, Phú Hựu, Phú Long, Tân Bình, Tân Nhuận Đông, Tân Phú, Tân Phú Trung.

## Kinh tế - xã hội
Châu Thành là huyện thuần canh nông nghiệp, nên ngành nông nghiệp khá phát triển. Nhất là ngành nuôi trồng thủy sản chủ yếu là cá tra phân bố tại các xã cù lao chiếm diện tích rất lớn, là nguồn nguyên liệu quan trọng cho các cơ sở chế biến tại Khu công nghiệp Sa Đéc, cụm công nghiệp An Nhơn - Cái Tàu Hạ.
Nhãn Châu Thành là đặc sản của tỉnh Đồng Tháp.

### Giáo dục
- Trường THPT Châu Thành 1: Xã Tân Nhuận Đông

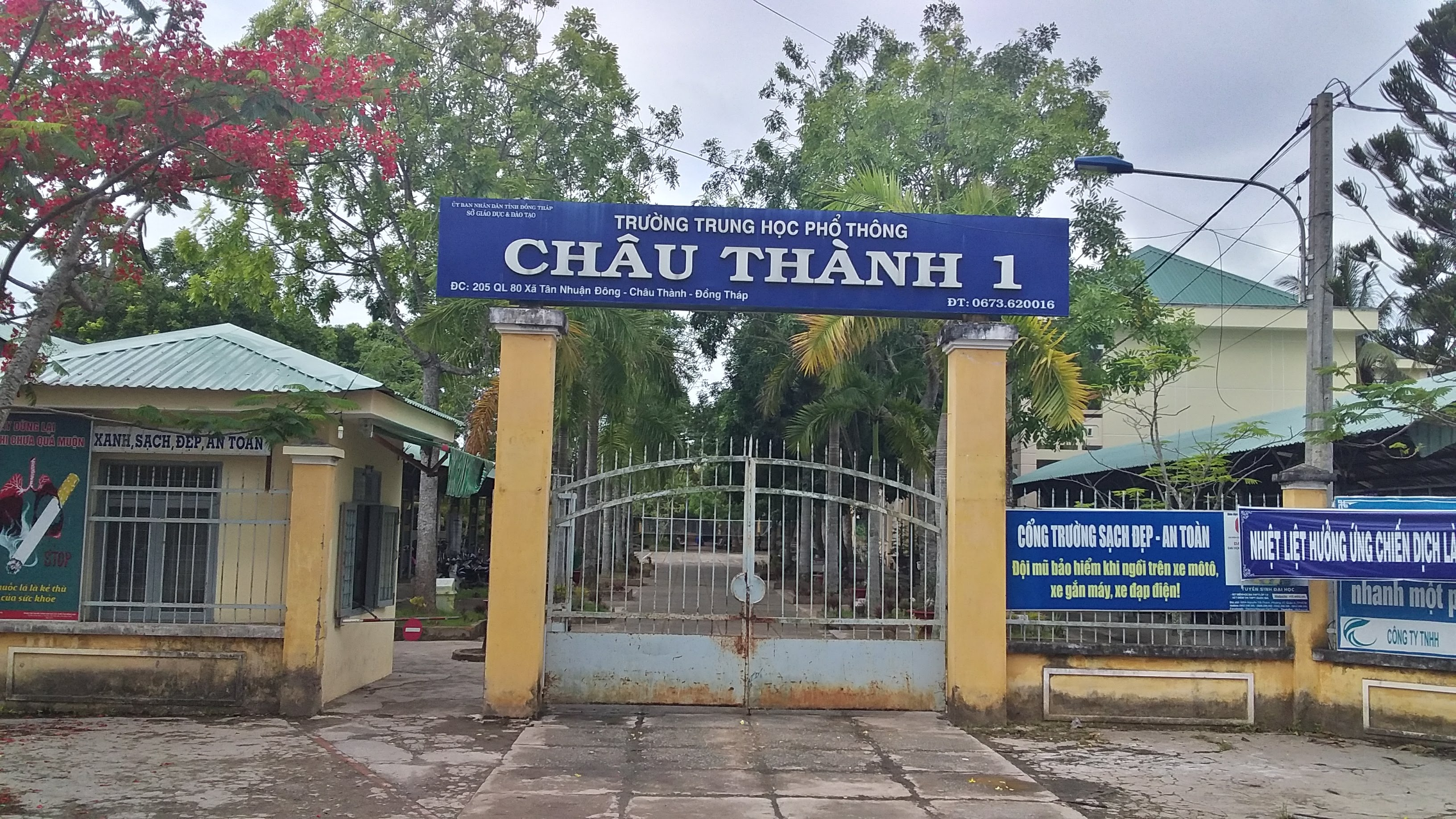
Trường THPT Châu Thành 1

- Trường THPT Châu Thành 2: Thị trấn Cái Tàu Hạ
- Trường THPT Tân Phú Trung: Xã Tân Phú Trung.

## Giao thông
Xã có các tuyến giao thông chính: Quốc lộ 80, DT 853, DT 854, DT 908.
Đây cũng là địa phương có dự án Đường cao tốc Mỹ Thuận – Cần Thơ đi qua và đã xây dựng xong.

## Hình ảnh

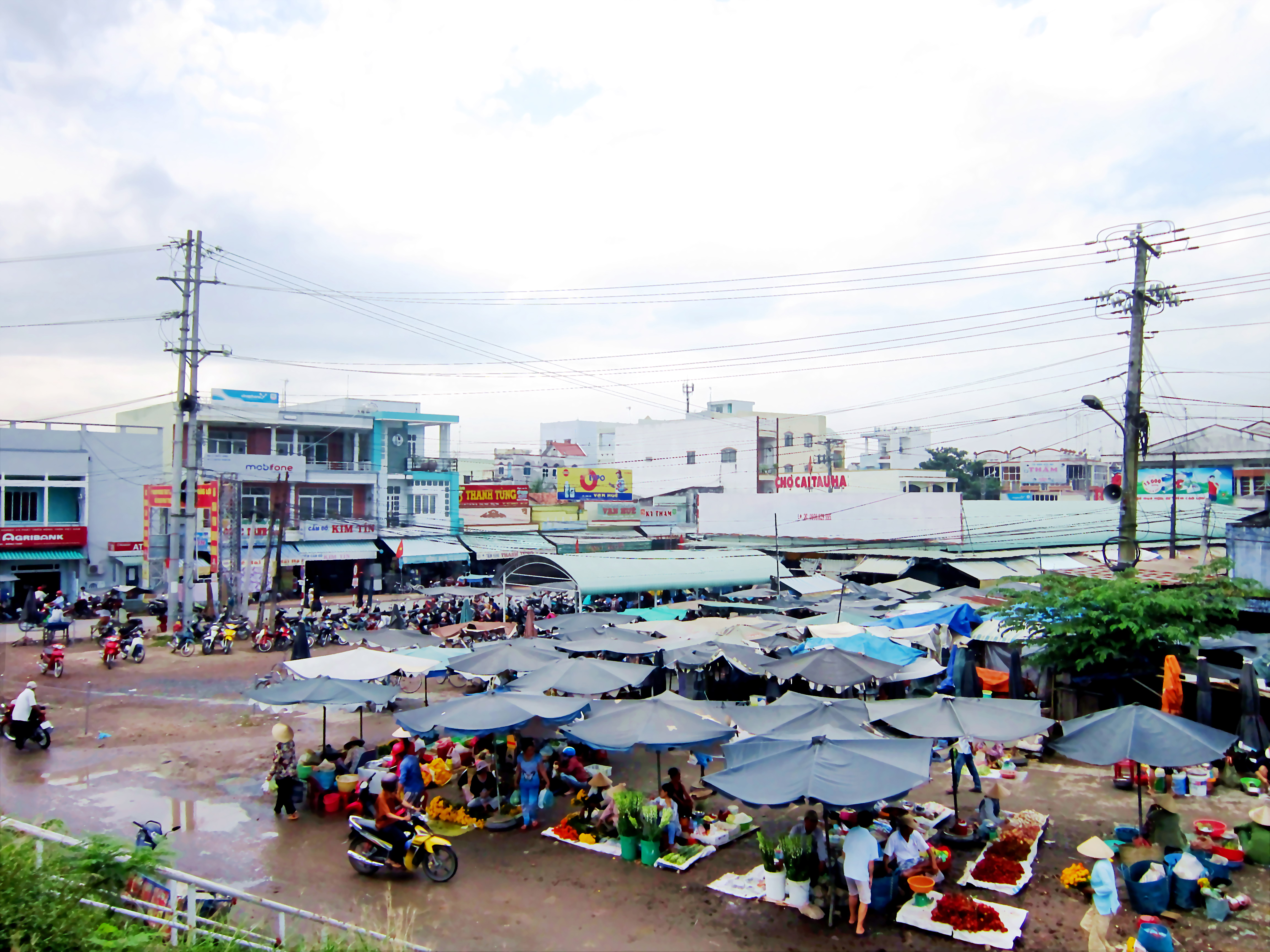
Chợ thị trấn Cái Tàu Hạ.
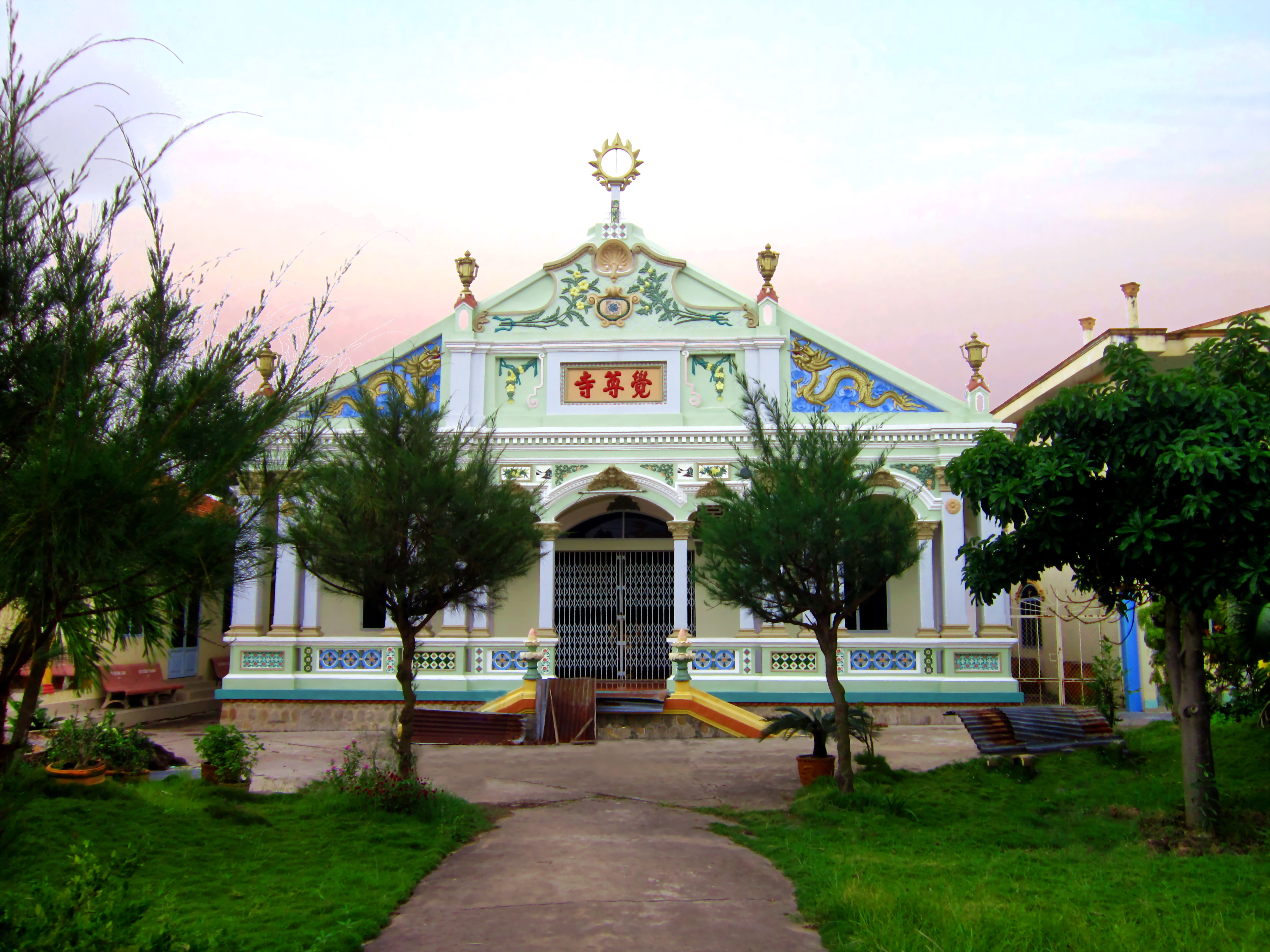
Chùa Giác Tôn ở xã Tân Bình.
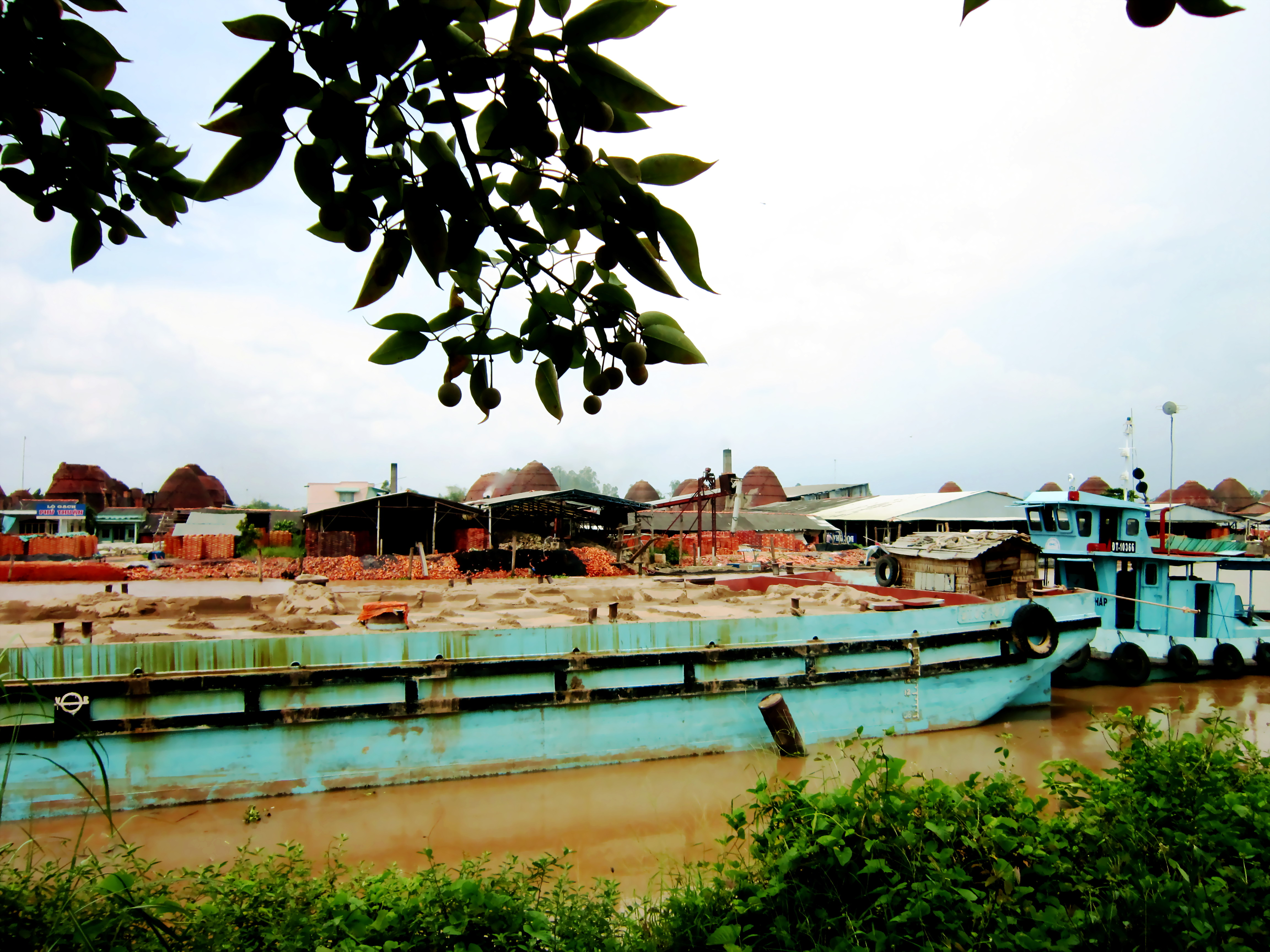
Một trong số nhiều lò gạch nung ở xã An Hiệp.